# BRM・P153
BRM・P153 は、ブリティッシュ・レーシング・モータースが1970年、1971年および1972年のF1世界選手権に投入したフォーミュラ1カー。トニー・サウスゲートによって設計された。エンジンは自社製の3リッターV12エンジンを搭載した。P153の最高成績は1970年ベルギーグランプリにおける勝利で、ペドロ・ロドリゲスがクリス・エイモンのマーチを1.1秒の差で打ち破って達成した。マシンは当初伝統的なブリティッシュグリーンで塗装されていたが、実戦にはメインスポンサーであるヤードレー・オブ・ロンドンのカラーリングで登場した。

## 開発
数年の低迷したシーズンの後、オーナーのアルフレッド・オーウェン卿は他チームとのギャップを埋めるため抜本的な対策を取ることにした。チームはデザイナーとしてトニー・サウスゲートを獲得した。1970年シーズンにある程度の成功を収め、1971年シーズンは新型のP160が投入されたが、開発の遅れでP153も引き続いて投入された。1972年シーズンもP160Bの数が揃うまでの繋ぎとして使用され、最後の登場となったのは1972年ベルギーグランプリであった。

## 技術
P153はそれまで主流であった葉巻型の車体形状を放棄し、コークボトルシェイプの形状を採用した。新設計のモノコックフレームに、2つのプラスチック製タンクがサイドポッドに配置された。フロントサスペンションはダブルウィッシュボーン式が採用された。ブレーキは4輪ともベンチレーテッドディスクブレーキを装備した。エンジンは自社製のBRM P142、V型12気筒エンジンを搭載し,440馬力を発揮した。ギアボックスも自社製の5速マニュアルが装着された。冷却装置はフロントノーズに装備され、エアインテイクの横には小さなウィングが装着された。フロントセクションには調節可能なスポイラーが装備された。

## レース戦績
1970年、P153はメインスポンサーのヤードレー・オブ・ロンドンのカラーである白地に金と黒のラインで塗装された。ドライバーはジャッキー・オリバーとペドロ・ロドリゲス、ジョージ・イートンが起用された。ロドリゲスは第4戦のベルギーで勝利を遂げ、チームはこの年コンストラクターズランキング6位となった。
1971年、チームはロドリゲス、ジョー・シフェールとハウデン・ガンレイを起用した。シフェールはオーストリアグランプリでP160をドライブし優勝している。ロドリゲスはシーズン途中に参戦したインターセリエで事故死し、代わってピーター・ゲシンが起用された。チームはこの年36ポイントを獲得してランキング2位となった。
1972年は前年に比べ大きく成績を落とす。新型マシンのP180が重量配分の不具合で思ったようなパフォーマンスを出せず、チーム体制も拡大したためP160やP153も使用された。P153は序盤の2戦に参戦している。

## F1における全成績
(key) （太字はポールポジション、斜体はファステストラップ）
| 年   | エントラント                                                         | シャシー | エンジン          | タイヤ | ドライバー     | 1   | 2   | 3   | 4   | 5   | 6   | 7   | 8   | 9   | 10  | 11  | 12  | 13  | ポイント | ランキング |
| ---- | -------------------------------------------------------------------- | -------- | ----------------- | ------ | -------------- | --- | --- | --- | --- | --- | --- | --- | --- | --- | --- | --- | --- | --- | -------- | ---------- |
| 1970 | オーウェン・レーシング・オーガニゼーション ヤードレー・チーム・BRM 1 | P153     | BRM P142 3.0L V12 | D      |                | RSA | ESP | MON | BEL | NED | FRA | GBR | GER | AUT | ITA | CAN | USA | MEX | 23       | 6位        |
| 1970 | オーウェン・レーシング・オーガニゼーション ヤードレー・チーム・BRM 1 | P153     | BRM P142 3.0L V12 | D      | オリバー       | Ret | Ret | Ret | Ret | Ret | Ret | Ret | Ret | 5   | Ret | NC  | Ret | 7   | 23       | 6位        |
| 1970 | オーウェン・レーシング・オーガニゼーション ヤードレー・チーム・BRM 1 | P153     | BRM P142 3.0L V12 | D      | ロドリゲス     | 9   | Ret | 6   | 1   | 10  | Ret | Ret | Ret | 4   | Ret | 4   | 2   | 6   | 23       | 6位        |
| 1970 | オーウェン・レーシング・オーガニゼーション ヤードレー・チーム・BRM 1 | P153     | BRM P142 3.0L V12 | D      | イートン       |     | DNQ | DNQ |     | Ret | 12  | Ret |     | 11  | Ret | 10  | Ret |     | 23       | 6位        |
| 1970 | オーウェン・レーシング・オーガニゼーション ヤードレー・チーム・BRM 1 | P153     | BRM P142 3.0L V12 | D      | ウェストバリー |     |     |     |     |     |     |     |     |     |     |     | DNQ |     | 23       | 6位        |
| 1971 | ヤードレー・チーム・BRM                                              | P153     | BRM P142 3.0L V12 | F      |                | RSA | ESP | MON | NED | FRA | GBR | GER | AUT | ITA | CAN | USA |     |     | 36 2     | 2位 2      |
| 1971 | ヤードレー・チーム・BRM                                              | P153     | BRM P142 3.0L V12 | F      | シフェール     | Ret |     |     |     |     |     |     |     |     |     |     |     |     | 36 2     | 2位 2      |
| 1971 | ヤードレー・チーム・BRM                                              | P153     | BRM P142 3.0L V12 | F      | ガンレイ       | Ret | 10  | DNQ | 7   | 10  | 8   | Ret |     |     |     |     |     |     | 36 2     | 2位 2      |
| 1971 | ヤードレー・チーム・BRM                                              | P153     | BRM P142 3.0L V12 | F      | マルコ         |     |     |     |     |     |     |     | 11  | Ret | 12  |     |     |     | 36 2     | 2位 2      |
| 1971 | ヤードレー・チーム・BRM                                              | P153     | BRM P142 3.0L V12 | F      | キャノン       |     |     |     |     |     |     |     |     |     |     | 14  |     |     | 36 2     | 2位 2      |
| 1972 | マールボロ・BRM                                                      | P153     | BRM P142 3.0L V12 | F      |                | ARG | RSA | ESP | MON | BEL | FRA | GBR | GER | AUT | ITA | CAN | USA |     | 14 3     | 7位 3      |
| 1972 | マールボロ・BRM                                                      | P153     | BRM P142 3.0L V12 | F      | ウィセル       | Ret |     |     |     |     |     |     |     |     |     |     |     |     | 14 3     | 7位 3      |
| 1972 | マールボロ・BRM                                                      | P153     | BRM P142 3.0L V12 | F      | マルコ         | 10  | 14  |     |     |     |     |     |     |     |     |     |     |     | 14 3     | 7位 3      |
| 1972 | マールボロ・BRM                                                      | P153B    | BRM P142 3.0L V12 | F      | マルコ         |     |     |     | 8   | 10  |     |     |     |     |     |     |     |     | 14 3     | 7位 3      |
| 1972 | マールボロ・BRM                                                      | P153B    | BRM P142 3.0L V12 | F      | シュパン       |     |     |     |     | DNS |     |     |     |     |     |     |     |     | 14 3     | 7位 3      |

- ^1 - 第2戦スペインGPから「ヤードレー・チーム・BRM」に変更[2]。
- ^2 - 全てのポイントはBRM・P160で獲得した。
- ^3 - 全てのポイントはBRM・P160とBRM・P180で獲得した。

## 参照
1. ↑  Los Hermanos Rodriguez. 2006, p. 503
2. ↑  “Spain 1970”.   STATS F1. 2020年3月15日閲覧。

- Melissen, Wouter (2007年3月20日). “BRM P153”.   Ultimatecarpage.com. 2010年3月21日閲覧。